# Torneo Clausura 2022 (Guatemala)
El Torneo Clausura 2022 fue el 46.º torneo corto del fútbol guatemalteco, finalizando la temporada 2021-22 de la Liga Nacional de Fútbol de Guatemala. Para esta temporada contó con 12 equipos, al igual que en temporadas anteriores.

## Sistema de competición
Para esta edición, se volvió al formato habitual de un grupo único de 12 equipos que jugarán 22 partidos en cuatro meses y medio para definir a ocho clasificados a cuartos de final
El torneo se divide en dos partes:
- Fase de clasificación: Formado por los 132 partidos en las 22 jornadas disputadas.
- Fase final: Reclasificación a semifinales, semifinales y final

### Fase de clasificación
Los 12 equipos participantes jugarán una ronda clasificatoria de todos contra todos en visita recíproca, terminando en 22 fechas de 6 partidos cada una, para un total de 132 partidos clasificatorios. Se utiliza un sistema de puntos, que se presenta así:
- Por victoria, se obtendrán 3 puntos.
- Por empate, se obtendrá 1 punto.
- Por derrota no se obtendrán puntos.

Los partidos que conformen cada fecha, así como el orden de estos serán definidos por sorteo antes de comenzar la competición.
Al finalizar las 22 jornadas, la tabla se ordenará con base en los clubes que hayan obtenido la mayoría de puntos, en caso de empates, se toman los siguientes criterios:
1. Puntos
2. Puntos obtenidos entre los equipos empatados
3. Diferencial de goles
4. Goles anotados
5. Goles anotados en condición visitante.

### Fase final
Al finalizar las 22 fechas totales, los primeros 8 equipos de la tabla general clasifican a la fase final.
Los ocho clubes calificados para esta fase del torneo serán reubicados de acuerdo con el lugar que ocupen en la tabla General al término de la fecha 22, con el puesto del número uno al club mejor clasificado, y así hasta el número 8. Los partidos a esta fase se desarrollarán a visita, en las siguientes etapas:
- Cuartos de final
- Semifinales
- Final

Los partidos de cuartos de final se jugarán de la siguiente manera:
2.º vs 7.º 
3.º vs 6.º 
4.º vs 5.º
En las semifinales participarán los cuatro clubes vencedores de cuartos de final, reubicándolos del uno al cuatro, de acuerdo a su mejor posición en la tabla General de clasificación al término de la jornada 19 del torneo correspondiente, enfrentándose:

### Clasificación para torneos internacionales
La Concacaf otorga a la liga nacional tres plazas para las competiciones continentales de la temporada 2022-23, los cuales se distribuirán de la siguiente forma:
- Campeón del Torneo Apertura, Campeón del Torneo Clausura y el Subcampeón con mejor puntaje acumulado de la temporada clasificarán a la Liga Concacaf.
- En caso de que un mismo equipo sea campeón de ambos torneos, clasificará junto con los dos subcampeones a la Liga Concacaf
- En caso de que un mismo equipo sea subcampeón de ambos torneos, clasificará junto con los dos campeones a la Liga Concacaf
- En caso de que dos mismos equipos jueguen las finales de ambos torneos, ambos clasificarán junto con el equipo de mejor desempeño en la tabla acumulada de la temporada a la Liga Concacaf.

## Equipos participantes
| Equipo           | Entrenador          | Presidente         | Ciudad                               | Estadio                   | Capacidad | Fundación      | Patrocinador   | Uniforme        | Televisora |
| ---------------- | ------------------- | ------------------ | ------------------------------------ | ------------------------- | --------- | -------------- | -------------- | --------------- | ---------- |
| Achuapa          | Gustavo Machaín     | Francisco Zepeda   | El Progreso, Jutiapa                 | Manuel Ariza              | 1,500     | 1932(92 años)  | Banrural       | Net Sportswear  |            |
| Antigua GFC      | Roberto Montoya     | Víctor Hugo García | Antigua Guatemala, Sacatepéquez      | Pensativo                 | 10,000    | 1959(65 años)  | Banrural       | Joma            |            |
| Cobán Imperial   | Fabricio Benítez    | Irasema Meléndez   | Cobán, Alta Verapaz                  | José Ángel Rossi          | 7,000     | 1936(88 años)  | Bantrab        | Net Sportswear  |            |
| Comunicaciones   | Willy Coito Olivera | Juan Leonel García | Ciudad de Guatemala                  | Doroteo Guamuch Flores    | 27,000    | 1949(75 años)  | Z Gas          | Nino Sportswear |            |
| Guastatoya       | Rafael Díaz         | Leonardo Moscoso   | Guastatoya, El Progreso              | David Cordón Hichos       | 3,100     | 2010(14 años)  | Banrural       | Net Sportswear  |            |
| Iztapa           | Ramiro Cepeda       | Mario Mejía        | Iztapa, Escuintla                    | El Morón                  | 1,000     | 2001 (24 años) | Banrural       | Tuto Sport      |            |
| Malacateco       | Roberto Hernández   | Carlos Rodríguez   | Malacatán, San Marcos                | Santa Lucía               | 5,500     | 1962(62 años)  | Muni Malacatán | Silver Sport    |            |
| Municipal        | José Cardozo        | Gerardo Villa      | Ciudad de Guatemala                  | Manuel Felipe Carrera     | 7,500     | 1936(88 años)  | Banrural       | Umbro           |            |
| Nueva Concepción | Manuel Castañeda    | Adolfo Pozuelos    | Nueva Concepción, Escuintla          | José Luis Ibarra          | 3,000     | 1994 (30 años) | Municipalidad  | Sport Jama      |            |
| Santa Lucía      | Juan Manuel Funes   | Rafael Espaderos   | Santa Lucía Cotzumalguapa, Escuintla | Santa Lucía Cotzumalguapa | 9,000     | 2011(13 años)  | Banrural       | Net Sportswear  |            |
| Sololá           | Marvin Hernández    | Carlos Guárquez    | Sololá, Sololá                       | Xambá                     | 2,000     | 1952(72 años)  | Colua          | Novasports      |            |
| Xelajú           | Irving Rubirosa     | José Carlos López  | Quetzaltenango, Quetzaltenango       | Mario Camposeco           | 12,500    | 1942(83 años)  | Pepsi          | MR              |            |

## Localización
Por primera vez en la historia, un departamento que no es Guatemala tiene más equipos en Liga Nacional, gracias al ascenso de Nueva Concepción a la máxima categoría.
Por otro lado, Sololá tendrá un representante por primera vez en el máximo circuito del fútbol nacional, mientras que Chiquimula se quedó sin representantes tras el descenso de Sacachispas la temporada pasada. El Progreso también perdió un representante.
Un total de 9 departamentos se verán representados, apenas un 41% del total.
De los 12 equipos participantes, 6 se concentran en las Regiones Central y Metropolitana del país, 3 en la Suroccidental, 2 entre las dos regiones de Oriente y apenas uno al norte del país.
| Departamento   | N.º | Equipos                             |
| -------------- | --- | ----------------------------------- |
| Escuintla      | 3   | Iztapa Nueva Concepción Santa Lucía |
| Guatemala      | 2   | Municipal Comunicaciones            |
| San Marcos     | 1   | Malacateco                          |
| Alta Verapaz   | 1   | Cobán Imperial                      |
| El Progreso    | 1   | Guastatoya                          |
| Jutiapa        | 1   | Achuapa                             |
| Quetzaltenango | 1   | Xelaju                              |
| Sacatepéquez   | 1   | Antigua GFC                         |
| Sololá         | 1   | Sololá                              |

## Fase de clasificación

### Tabla general
| Pos. | Equipo                    | Pts. | PJ | G  | E | P  | GF | GC | Dif. | Clasificación    |
| ---- | ------------------------- | ---- | -- | -- | - | -- | -- | -- | ---- | ---------------- |
| 1    | Comunicaciones            | 41   | 22 | 12 | 5 | 5  | 39 | 24 | +15  | Cuartos de Final |
| 2    | Municipal                 | 40   | 22 | 12 | 4 | 6  | 34 | 18 | +16  | Cuartos de Final |
| 3    | Guastatoya                | 37   | 22 | 10 | 7 | 5  | 32 | 18 | +14  | Cuartos de Final |
| 4    | Malacateco                | 35   | 22 | 9  | 8 | 5  | 30 | 21 | +9   | Cuartos de Final |
| 5    | Cobán Imperial            | 34   | 22 | 9  | 7 | 6  | 29 | 25 | +4   | Cuartos de Final |
| 6    | Antigua GFC               | 33   | 22 | 9  | 6 | 7  | 33 | 22 | +11  | Cuartos de Final |
| 7    | Achuapa                   | 33   | 22 | 9  | 6 | 7  | 21 | 19 | +2   | Cuartos de Final |
| 8    | Santa Lucía Cotzumalguapa | 28   | 22 | 8  | 4 | 10 | 36 | 27 | +9   | Cuartos de Final |
| 9    | Iztapa                    | 28   | 22 | 7  | 7 | 8  | 30 | 31 | −1   |                  |
| 10   | Xelajú MC                 | 23   | 22 | 6  | 5 | 11 | 17 | 31 | −14  |                  |
| 11   | Sololá                    | 15   | 22 | 3  | 6 | 13 | 19 | 46 | −27  |                  |
| 12   | Nueva Concepción          | 15   | 22 | 4  | 3 | 15 | 21 | 57 | −36  |                  |

Actualizado a los partidos jugados el 8 de mayo de 2022.
 Fuente: Página oficial
Criterios de clasificación: Puntos · Diferencia de goles · Goles a favor · Enfrentamiento directo

### Resumen de fechas
| Fechas                    | 1     | 2     | 3     | 4     | 5     | 6     | 7     | 8     | 9     | 10    | 11    | 12    | 13    | 14    | 15    | 16    | 17    | 18    | 19    | 20    | 21    | 22    |
| ------------------------- | ----- | ----- | ----- | ----- | ----- | ----- | ----- | ----- | ----- | ----- | ----- | ----- | ----- | ----- | ----- | ----- | ----- | ----- | ----- | ----- | ----- | ----- |
| Achuapa                   | ANT   | SLC   | GST   | SOL   | COM   | MAL   | XEL   | NCO   | COB   | IZT   | MUN   | ANT   | SLC   | GST   | SOL   | COM   | MAL   | XEL   | NCO   | COB   | IZT   | MUN   |
| Achuapa                   | 0 - 1 | 0 - 3 | 0 - 2 | 1 - 0 | 1 - 2 | 2 - 1 | 0 - 1 | 1 - 1 | 1 - 0 | 0 - 0 | 1 - 0 | 3 - 0 | 0 - 2 | 1 - 0 | 1 - 1 | 1 - 0 | 0 - 0 | 2 - 1 | 1 - 1 | 3 - 0 | 2 - 3 | 0 - 0 |
| Antigua GFC               | ACH   | XEL   | SLC   | NCO   | GST   | COB   | SOL   | IZT   | COM   | MUN   | MAL   | ACH   | XEL   | SLC   | NCO   | GST   | COB   | SOL   | IZT   | COM   | MUN   | MAL   |
| Antigua GFC               | 1 - 0 | 0 - 0 | 1 - 0 | 4 - 0 | 1 - 1 | 0 - 1 | 2 - 1 | 2 - 1 | 2 - 3 | 1 - 3 | 1 - 2 | 0 - 3 | 6 - 0 | 1 - 3 | 3 - 0 | 0 - 0 | 0 - 0 | 5 - 0 | 0 - 0 | 1 - 3 | 1 - 0 | 1 - 1 |
| Cobán Imperial            | SOL   | COM   | MAL   | XEL   | NCO   | ANT   | IZT   | MUN   | ACH   | SLC   | GST   | SOL   | COM   | MAL   | XEL   | NCO   | ANT   | IZT   | MUN   | ACH   | SLC   | GST   |
| Cobán Imperial            | 0 - 0 | 2 - 0 | 0 - 0 | 3 - 1 | 2 - 1 | 1 - 0 | 2 - 0 | 2 - 3 | 0 - 1 | 1 - 2 | 0 - 0 | 2 - 1 | 4 - 1 | 1 - 1 | 2 - 2 | 5 - 1 | 0 - 0 | 0 - 3 | 1 - 1 | 0 - 3 | 1 - 0 | 0 - 4 |
| Comunicaciones            | NCO   | COB   | IZT   | MUN   | ACH   | SLC   | GST   | SOL   | ANT   | MAL   | XEL   | NCO   | COB   | IZT   | MUN   | ACH   | SLC   | GST   | SOL   | ANT   | MAL   | XEL   |
| Comunicaciones            | 7 - 0 | 0 - 2 | 3 - 3 | 0 - 2 | 2 - 1 | 4 - 1 | 2 - 2 | 0 - 0 | 3 - 2 | 2 - 0 | 2 - 0 | 1 - 0 | 1 - 4 | 0 - 2 | 2 - 0 | 0 - 1 | 1 - 0 | 1 - 0 | 2 - 2 | 3 - 1 | 1 - 1 | 2 - 0 |
| Guastatoya                | IZT   | MUN   | ACH   | SLC   | ANT   | SOL   | COM   | MAL   | XEL   | NCO   | COB   | IZT   | MUN   | ACH   | SLC   | ANT   | SOL   | COM   | MAL   | XEL   | NCO   | COB   |
| Guastatoya                | 3 - 0 | 0 - 0 | 2 - 0 | 3 - 1 | 1 - 1 | 2 - 0 | 2 - 2 | 1 - 0 | 0 - 1 | 4 - 1 | 0 - 0 | 0 - 4 | 1 - 2 | 0 - 1 | 2 - 0 | 0 - 0 | 2 - 2 | 0 - 1 | 0 - 0 | 2 - 0 | 3 - 2 | 4 - 0 |
| Iztapa                    | GST   | SOL   | COM   | MAL   | XEL   | NCO   | COB   | ANT   | MUN   | ACH   | SLC   | GST   | SOL   | COM   | MAL   | XEL   | NCO   | COB   | ANT   | MUN   | ACH   | SLC   |
| Iztapa                    | 0 - 3 | 2 - 2 | 3 - 3 | 0 - 1 | 0 - 1 | 2 - 1 | 0 - 2 | 1 - 2 | 2 - 1 | 0 - 0 | 1 - 1 | 4 - 0 | 1 - 4 | 2 - 0 | 0 - 4 | 0 - 0 | 5 - 1 | 3 - 0 | 0 - 0 | 1 - 3 | 3 - 2 | 0 - 0 |
| Malacateco                | XEL   | NCO   | COB   | IZT   | MUN   | ACH   | SLC   | GST   | SOL   | COM   | ANT   | XEL   | NCO   | COB   | IZT   | MUN   | ACH   | SLC   | GST   | SOL   | COM   | ANT   |
| Malacateco                | 2 - 0 | 3 - 3 | 0 - 0 | 1 - 0 | 2 - 1 | 1 - 2 | 2 - 1 | 0 - 1 | 2 - 0 | 0 - 2 | 2 - 1 | 2 - 1 | 1 - 0 | 1 - 1 | 4 - 0 | 0 - 2 | 0 - 0 | 1 - 1 | 0 - 0 | 3 - 4 | 1 - 1 | 1 - 1 |
| Municipal                 | SLC   | GST   | SOL   | COM   | MAL   | XEL   | NCO   | COB   | IZT   | ANT   | ACH   | SLC   | GST   | SOL   | COM   | MAL   | XEL   | NCO   | COB   | IZT   | ANT   | ACH   |
| Municipal                 | 2 - 0 | 0 - 0 | 3 - 0 | 2 - 0 | 1 - 2 | 2 - 2 | 0 - 1 | 3 - 2 | 2 - 3 | 3 - 1 | 0 - 1 | 2 - 1 | 2 - 1 | 4 - 0 | 0 - 2 | 2 - 0 | 1 - 0 | 2 - 0 | 1 - 1 | 3 - 1 | 0 - 1 | 0 - 0 |
| Nueva Concepción          | COM   | MAL   | XEL   | ANT   | COB   | IZT   | MUN   | ACH   | SLC   | GST   | SOL   | COM   | MAL   | XEL   | ANT   | COB   | IZT   | MUN   | ACH   | SLC   | GST   | SOL   |
| Nueva Concepción          | 0 - 7 | 3 - 3 | 1 - 2 | 0 - 4 | 1 - 2 | 1 - 2 | 1 - 0 | 1 - 1 | 1 - 3 | 1 - 4 | 1 - 0 | 0 - 1 | 0 - 1 | 1 - 0 | 0 - 3 | 1 - 5 | 1 - 5 | 0 - 2 | 1 - 1 | 1 - 8 | 2 - 3 | 3 - 0 |
| Santa Lucía Cotzumalguapa | MUN   | ACH   | ANT   | GST   | SOL   | COM   | MAL   | XEL   | NCO   | COB   | IZT   | MUN   | ACH   | ANT   | GST   | SOL   | COM   | MAL   | XEL   | NCO   | COB   | IZT   |
| Santa Lucía Cotzumalguapa | 0 - 2 | 3 - 0 | 0 - 1 | 1 - 3 | 2 - 0 | 1 - 4 | 1 - 2 | 1 - 1 | 3 - 1 | 2 - 1 | 1 - 1 | 1 - 2 | 2 - 0 | 3 - 1 | 0 - 2 | 6 - 0 | 0 - 1 | 1 - 1 | 0 - 2 | 8 - 1 | 0 - 1 | 0 - 0 |
| Sololá                    | COB   | IZT   | MUN   | ACH   | SLC   | GST   | ANT   | COM   | MAL   | XEL   | NCO   | COB   | IZT   | MUN   | ACH   | SLC   | GST   | ANT   | COM   | MAL   | XEL   | NCO   |
| Sololá                    | 0 - 0 | 2 - 2 | 0 - 3 | 0 - 1 | 0 - 2 | 0 - 2 | 1 - 2 | 0 - 0 | 0 - 2 | 1 - 0 | 0 - 1 | 1 - 2 | 4 - 1 | 0 - 4 | 1 - 1 | 0 - 6 | 2 - 2 | 0 - 5 | 2 - 2 | 4 - 3 | 1 - 2 | 0 - 3 |
| Xelajú MC                 | MAL   | ANT   | NCO   | COB   | IZT   | MUN   | ACH   | SLC   | GST   | SOL   | COM   | MAL   | ANT   | NCO   | COB   | IZT   | MUN   | ACH   | SLC   | GST   | SOL   | COM   |
| Xelajú MC                 | 0 - 2 | 0 - 0 | 2 - 1 | 1 - 3 | 1 - 0 | 2 - 2 | 1 - 0 | 1 - 1 | 1 - 0 | 0 - 1 | 0 - 2 | 1 - 2 | 0 - 6 | 0 - 1 | 2 - 2 | 0 - 0 | 0 - 1 | 1 - 2 | 2 - 0 | 0 - 2 | 2 - 1 | 0 - 2 |

### Evolución de la clasificación
| Fechas           | 1  | 2  | 3  | 4  | 5  | 6  | 7  | 8  | 9  | 10 | 11 | 12 | 13 | 14  | 15  | 16  | 17 | 18 | 19 | 20 | 21 | 22 |
| ---------------- | -- | -- | -- | -- | -- | -- | -- | -- | -- | -- | -- | -- | -- | --- | --- | --- | -- | -- | -- | -- | -- | -- |
| Comunicaciones   | 1  | 6  | 6  | 6  | 6  | 6  | 5  | 6  | 5  | 2  | 3* | 3* | 5  | 5** | 4** | 4*  | 4  | 2  | 2  | 2  | 2  | 1  |
| Municipal        | 4  | 3  | 2  | 1  | 5  | 3  | 6  | 4  | 7  | 3  | 5  | 5  | 3  | 3*  | 6*  | 3   | 1+ | 1+ | 1  | 1  | 1  | 2  |
| Guastatoya       | 2  | 1  | 1  | 2  | 1  | 1  | 2  | 1  | 1  | 1  | 1  | 2  | 4  | 4   | 3   | 5   | 5  | 7  | 7  | 5  | 3  | 3  |
| Malacateco       | 3  | 2  | 4  | 3  | 4  | 5  | 4  | 5  | 4  | 6  | 2  | 1  | 1  | 1   | 1   | 1   | 3  | 3  | 3  | 3  | 5  | 4  |
| Cobán Imperial   | 6  | 4  | 5  | 5  | 3  | 2  | 1  | 2  | 3  | 4  | 4  | 4  | 2  | 2   | 2   | 2   | 2+ | 4+ | 4  | 6  | 4  | 5  |
| Antigua GFC      | 5  | 5  | 3  | 4  | 2  | 4  | 3  | 3  | 2  | 5  | 6  | 6  | 6  | 6*  | 5*  | 6   | 6  | 5  | 5  | 7  | 6  | 6  |
| Achuapa          | 8  | 12 | 12 | 12 | 9  | 9  | 9  | 9  | 9  | 9  | 9  | 7  | 8  | 7   | 7   | 7   | 7  | 6  | 6  | 4  | 7  | 7  |
| Santa Lucía      | 9  | 7  | 8  | 8  | 8  | 8  | 8  | 8  | 8  | 8  | 8  | 9  | 7  | 8*  | 8*  | 8   | 8  | 8  | 8  | 8  | 8  | 8  |
| Iztapa           | 11 | 10 | 9  | 9  | 10 | 10 | 10 | 10 | 10 | 10 | 10 | 10 | 10 | 10* | 10* | 10* | 9  | 9  | 9  | 9  | 9  | 9  |
| Xelajú MC        | 10 | 9  | 7  | 7  | 7  | 7  | 7  | 7  | 6  | 7  | 7* | 8* | 9  | 9*  | 9*  | 9   | 10 | 10 | 10 | 10 | 10 | 10 |
| Sololá           | 7  | 8  | 10 | 10 | 11 | 11 | 12 | 12 | 12 | 11 | 12 | 12 | 11 | 12* | 12* | 12  | 11 | 11 | 11 | 11 | 11 | 11 |
| Nueva Concepción | 12 | 11 | 11 | 11 | 12 | 12 | 11 | 11 | 11 | 12 | 11 | 11 | 12 | 11  | 11  | 11  | 12 | 12 | 12 | 12 | 12 | 12 |

## Fechas
- Los horarios son correspondientes al tiempo de Guatemala (UTC-6).

| Fecha 1                                                                      | Fecha 1   | Fecha 1          | Fecha 1             | Fecha 1     | Fecha 1 | Fecha 1           | Fecha 1    | Fecha 1   |
| Local                                                                        | Resultado | Visitante        | Estadio             | Fecha       | Hora    | Árbitro           | Amonestado | Expulsado |
| ---------------------------------------------------------------------------- | --------- | ---------------- | ------------------- | ----------- | ------- | ----------------- | ---------- | --------- |
| Antigua GFC                                                                  | 1 - 0     | Achuapa          | Pensativo           | 15 de enero | 18:00   | Armando Reyna     | 1          | -         |
| Malacateco                                                                   | 2 - 0     | Xelajú MC        | Santa Lucía         | 16 de enero | 10:30   | Astrid Gramajo    | 4          | -         |
| Sololá                                                                       | 0 - 0     | Cobán Imperial   | Xambá 94            | 16 de enero | 11:00   | Bryan Fernández   | 5          | -         |
| Santa Lucía                                                                  | 0 - 2     | 'Municipal'      | Cotzumalguapa       | 16 de enero | 13:15   | Rafael Carrillo   | 5          | -         |
| 'Guastatoya'                                                                 | 3 - 0     | Iztapa           | David Cordón Hichos | 16 de enero | 15:00   | Omar Galindo      | 1          | -         |
| 'Comunicaciones'                                                             | 7 - 0     | Nueva Concepción | Nacional            | 16 de enero | 17:00   | Cristhofer Corado | 4          | -         |
| Total de goles: 15 (2.5 por partido) Total de Tarjetas Amarillas/Rojas: 20/0 |           |                  |                     |             |         |                   |            |           |

| Fecha 2                                                                      | Fecha 2   | Fecha 2        | Fecha 2          | Fecha 2     | Fecha 2 | Fecha 2         | Fecha 2    | Fecha 2   |
| Local                                                                        | Resultado | Visitante      | Estadio          | Fecha       | Hora    | Árbitro         | Amonestado | Expulsado |
| ---------------------------------------------------------------------------- | --------- | -------------- | ---------------- | ----------- | ------- | --------------- | ---------- | --------- |
| Municipal                                                                    | 0 - 0     | Guastatoya     | El Trébol        | 22 de enero | 15:00   | Kevin Cacao     | 6          | -         |
| Cobán Imperial                                                               | 2 - 0     | Comunicaciones | Verapaz          | 22 de enero | 15:00   | Julio Luna      | 5          | -         |
| Xelajú MC                                                                    | 0 - 0     | Antigua GFC    | Mario Camposeco  | 22 de enero | 20:00   | Mario Noriega   | 4          | -         |
| Iztapa                                                                       | 2 - 2     | Sololá         | El Morón         | 23 de enero | 12:00   | Ignacio Fuentes | 5          | -         |
| Achuapa                                                                      | 0 - 3     | 'Santa Lucía'  | Manuel Ariza     | 23 de enero | 12:00   | Luis Escobar    | 4          | -         |
| Nueva Concepción                                                             | 3 - 3     | Malacateco     | José Luis Ibarra | 23 de enero | 15:00   | Armando Reyna   | 5          | -         |
| Total de goles: 15 (2.5 por partido) Total de Tarjetas Amarillas/Rojas: 29/0 |           |                |                  |             |         |                 |            |           |

| Fecha 3                                                                      | Fecha 3   | Fecha 3          | Fecha 3             | Fecha 3     | Fecha 3 | Fecha 3          | Fecha 3    | Fecha 3   |
| Local                                                                        | Resultado | Visitante        | Estadio             | Fecha       | Hora    | Árbitro          | Amonestado | Expulsado |
| ---------------------------------------------------------------------------- | --------- | ---------------- | ------------------- | ----------- | ------- | ---------------- | ---------- | --------- |
| Santa Lucía                                                                  | 0 - 1     | Antigua GFC      | Cotzumalguapa       | 29 de enero | 15:00   | Kevin Cacao      | 7          | -         |
| Comunicaciones                                                               | 3 - 3     | Iztapa           | Nacional            | 29 de enero | 17:00   | Mario Noriega    | 4          | -         |
| Xelajú MC                                                                    | 2 - 1     | Nueva Concepción | Mario Camposeco     | 29 de enero | 20:00   | Omar Galindo     | 3          | -         |
| Sololá                                                                       | 0 - 3     | 'Municipal'      | Xambá               | 30 de enero | 11:00   | Julio Luna       | 4          | 1         |
| Malacateco                                                                   | 0 - 0     | Cobán Imperial   | Santa Lucía         | 30 de enero | 12:00   | Wildomar Ramírez | 5          | -         |
| 'Guastatoya'                                                                 | 2 - 0     | Achuapa          | David Cordón Hichos | 30 de enero | 15:00   | Astrid Gramajo   | 1          | -         |
| Total de goles: 15 (2.5 por partido) Total de Tarjetas Amarillas/Rojas: 24/1 |           |                  |                     |             |         |                  |            |           |

| Fecha 4                                                                       | Fecha 4   | Fecha 4          | Fecha 4       | Fecha 4      | Fecha 4 | Fecha 4           | Fecha 4    | Fecha 4   |
| Local                                                                         | Resultado | Visitante        | Estadio       | Fecha        | Hora    | Árbitro           | Amonestado | Expulsado |
| ----------------------------------------------------------------------------- | --------- | ---------------- | ------------- | ------------ | ------- | ----------------- | ---------- | --------- |
| 'Achuapa'                                                                     | 1 - 0     | Sololá           | Manuel Ariza  | 2 de febrero | 12:00   | Kevin Cacao       | 4          | -         |
| 'Municipal'                                                                   | 2 - 0     | Comunicaciones   | El Trébol     | 2 de febrero | 12:30   | Armando Reyna     | 6          | 2         |
| Iztapa                                                                        | 0 - 1     | Malacateco       | El Morón      | 2 de febrero | 15:00   | Julio Luna        | 3          | -         |
| Cobán Imperial                                                                | 3 - 1     | Xelajú MC        | Verapaz       | 2 de febrero | 15:00   | Ignacio Fuentes   | 8          | -         |
| Santa Lucía                                                                   | 1 - 3     | 'Guastatoya'     | Cotzumalguapa | 2 de febrero | 15:00   | Cristhofer Corado | 7          | 3         |
| Antigua GFC                                                                   | 4 - 1     | Nueva Concepción | Pensativo     | 2 de febrero | 18:00   | Wildomar Ramírez  | 3          | -         |
| Total de goles: 17 (2.83 por partido) Total de Tarjetas Amarillas/Rojas: 36/5 |           |                  |               |              |         |                   |            |           |

| Fecha 5                                                                       | Fecha 5   | Fecha 5        | Fecha 5             | Fecha 5      | Fecha 5 | Fecha 5            | Fecha 5    | Fecha 5   |
| Local                                                                         | Resultado | Visitante      | Estadio             | Fecha        | Hora    | Árbitro            | Amonestado | Expulsado |
| ----------------------------------------------------------------------------- | --------- | -------------- | ------------------- | ------------ | ------- | ------------------ | ---------- | --------- |
| Nueva Concepción                                                              | 1 - 2     | Cobán Imperial | José Luis Ibarra    | 5 de febrero | 12:00   | Wálter López       | 6          | -         |
| 'Comunicaciones'                                                              | 2 - 1     | Achuapa        | Nacional            | 5 de febrero | 20:00   | Mario Escobar Toca | 1          | -         |
| Xelajú MC                                                                     | 1 - 0     | Iztapa         | Mario Camposeco     | 5 de febrero | 20:00   | Óscar Reyna        | 3          | -         |
| Sololá                                                                        | 0 - 2     | 'Santa Lucía'  | Xambá               | 6 de febrero | 11:00   | Ástrid Gramajo     | 3          | -         |
| Malacateco                                                                    | 2 - 1     | Municipal      | Santa Lucía         | 6 de febrero | 12:00   | Bryan López        | 5          | -         |
| Guastatoya                                                                    | 1 - 1     | Antigua GFC    | David Cordón Hichos | 6 de febrero | 15:00   | Luis Escobar       | 3          | 1         |
| Total de goles: 14 (2.33 por partido) Total de Tarjetas Amarillas/Rojas: 21/1 |           |                |                     |              |         |                    |            |           |

| Fecha 6                                                                    | Fecha 6   | Fecha 6          | Fecha 6             | Fecha 6      | Fecha 6 | Fecha 6            | Fecha 6    | Fecha 6   |
| Local                                                                      | Resultado | Visitante        | Estadio             | Fecha        | Hora    | Árbitro            | Amonestado | Expulsado |
| -------------------------------------------------------------------------- | --------- | ---------------- | ------------------- | ------------ | ------- | ------------------ | ---------- | --------- |
| 'Achuapa'                                                                  | 2 - 1     | Malacateco       | Manuel Ariza        | 9 de febrero | 9:00    | Ignacio Fuentes    | 10         | 1         |
| Santa Lucía                                                                | 1 - 4     | 'Comunicaciones' | Cotzumalguapa       | 9 de febrero | 11:15   | Julio Luna         | 4          | 1         |
| 'Iztapa'                                                                   | 2 - 1     | Nueva Concepción | El Morón            | 9 de febrero | 12:00   | Bryan Fernández    | 5          | -         |
| Municipal                                                                  | 2 - 2     | Xelajú MC        | El Trébol           | 9 de febrero | 12:30   | Mario Escobar Toca | 10         | 2         |
| 'Guastatoya'                                                               | 2 - 0     | Sololá           | David Cordón Hichos | 9 de febrero | 15:15   | Bryan López        | 6          | -         |
| Antigua GFC                                                                | 0 - 1     | Cobán Imperial   | Pensativo           | 9 de febrero | 18:00   | Esteban Carrillo   | 6          | -         |
| Total de goles: 18 (3 por partido) Total de Tarjetas Amarillas/Rojas: 41/3 |           |                  |                     |              |         |                    |            |           |

| Fecha 7                                                                       | Fecha 7   | Fecha 7     | Fecha 7          | Fecha 7       | Fecha 7 | Fecha 7         | Fecha 7    | Fecha 7   |
| Local                                                                         | Resultado | Visitante   | Estadio          | Fecha         | Hora    | Árbitro         | Amonestado | Expulsado |
| ----------------------------------------------------------------------------- | --------- | ----------- | ---------------- | ------------- | ------- | --------------- | ---------- | --------- |
| Comunicaciones                                                                | 2 - 2     | Guastatoya  | Nacional         | 12 de febrero | 17:00   | Ignacio Fuentes | 8          | -         |
| Xelajú MC                                                                     | 1 - 0     | Achuapa     | Mario Camposeco  | 12 de febrero | 18:00   | Bryan Fernández | 10         | -         |
| Cobán Imperial                                                                | 2 - 0     | Iztapa      | Verapaz          | 12 de febrero | 19:00   | Astrid Gramajo  | 7          | -         |
| Sololá                                                                        | 1 - 2     | Antigua GFC | Xambá            | 13 de febrero | 11:00   | Mario Noriega   | 7          | 2         |
| Malacateco                                                                    | 2 - 1     | Santa Lucía | Santa Lucía      | 13 de febrero | 12:00   | Luis Escobar    | 1          | -         |
| Nueva Concepción                                                              | 1 - 0     | Municipal   | José Luis Ibarra | 13 de febrero | 15:00   | Julio Luna      | 4          | -         |
| Total de goles: 14 (2.33 por partido) Total de Tarjetas Amarillas/Rojas: 37/2 |           |             |                  |               |         |                 |            |           |

| Fecha 8                                                                       | Fecha 8   | Fecha 8          | Fecha 8             | Fecha 8       | Fecha 8 | Fecha 8       | Fecha 8    | Fecha 8   |
| Local                                                                         | Resultado | Visitante        | Estadio             | Fecha         | Hora    | Árbitro       | Amonestado | Expulsado |
| ----------------------------------------------------------------------------- | --------- | ---------------- | ------------------- | ------------- | ------- | ------------- | ---------- | --------- |
| 'Guastatoya'                                                                  | 1 - 0     | Malacateco       | David Cordón Hichos | 19 de febrero | 10:00   | Omar Galindo  | 3          | -         |
| 'Municipal'                                                                   | 3 - 2     | Cobán Imperial   | El Trébol           | 19 de febrero | 15:00   | Mario Noriega | 5          | -         |
| Sololá                                                                        | 0 - 0     | Comunicaciones   | Xambá               | 19 de febrero | 15:00   | Wálter López  | 2          | -         |
| Antigua GFC                                                                   | 2 - 1     | Iztapa           | Pensativo           | 19 de febrero | 18:00   | Julio Luna    | 5          | -         |
| Achuapa                                                                       | 1 - 1     | Nueva Concepción | Manuel Ariza        | 20 de febrero | 12:00   | Armando Reyna | 3          | -         |
| Santa Lucía                                                                   | 1 - 1     | Xelajú MC        | Cotzumalguapa       | 20 de febrero | 14:45   | Bryan López   | 5          | -         |
| Total de goles: 13 (2.16 por partido) Total de Tarjetas Amarillas/Rojas: 23/0 |           |                  |                     |               |         |               |            |           |

| Fecha 9                                                                       | Fecha 9   | Fecha 9       | Fecha 9          | Fecha 9       | Fecha 9 | Fecha 9            | Fecha 9    | Fecha 9   |
| Local                                                                         | Resultado | Visitante     | Estadio          | Fecha         | Hora    | Árbitro            | Amonestado | Expulsado |
| ----------------------------------------------------------------------------- | --------- | ------------- | ---------------- | ------------- | ------- | ------------------ | ---------- | --------- |
| Cobán Imperial                                                                | 0 - 1     | 'Achuapa'     | Verapaz          | 26 de febrero | 18:00   | Bryan Pérez        | 3          | -         |
| Xelajú MC                                                                     | 1 - 0     | Guastatoya    | Mario Camposeco  | 26 de febrero | 20:00   | Mario Noriega      | 7          | -         |
| Malacateco                                                                    | 2 - 0     | Sololá        | Santa Lucía      | 27 de febrero | 12:00   | Ignacio Fuentes    | 7          | -         |
| 'Iztapa'                                                                      | 2 - 1     | Municipal     | El Morón         | 27 de febrero | 12:00   | Armando Reyna      | 1          | -         |
| Nueva Concepción                                                              | 1 - 3     | 'Santa Lucía' | José Luis Ibarra | 27 de febrero | 15:00   | Walter López       | 7          | 1         |
| 'Comunicaciones'                                                              | 3 - 2     | Antigua GFC   | Nacional         | 27 de febrero | 17:00   | Mario Escobar Toca | 3          | -         |
| Total de goles: 16 (2.33 por partido) Total de Tarjetas Amarillas/Rojas: 28/1 |           |               |                  |               |         |                    |            |           |

| Fecha 10                                                                     | Fecha 10  | Fecha 10         | Fecha 10            | Fecha 10   | Fecha 10 | Fecha 10         | Fecha 10   | Fecha 10  |
| Local                                                                        | Resultado | Visitante        | Estadio             | Fecha      | Hora     | Árbitro          | Amonestado | Expulsado |
| ---------------------------------------------------------------------------- | --------- | ---------------- | ------------------- | ---------- | -------- | ---------------- | ---------- | --------- |
| 'Guastatoya'                                                                 | 4 - 1     | Nueva Concepción | David Cordón Hichos | 2 de marzo | 9:00     | Bryan López      | 1          | -         |
| 'Santa Lucía'                                                                | 2 - 1     | Cobán Imperial   | Cotzumalguapa       | 2 de marzo | 11:15    | Ignacio Fuentes  | 4          | -         |
| 'Sololá'                                                                     | 1 - 0     | Xelajú MC        | Xambá               | 2 de marzo | 15:00    | Omar Galindo     | 5          | 1         |
| Achuapa                                                                      | 0 - 0     | Iztapa           | Manuel Ariza        | 2 de marzo | 15:15    | Kevin Cacao      | 6          | -         |
| Antigua GFC                                                                  | 1 - 3     | 'Municipal'      | Pensativo           | 2 de marzo | 18:00    | Wildomar Ramírez | 7          | 1         |
| 'Comunicaciones'                                                             | 2 - 0     | Malacateco       | Nacional            | 2 de marzo | 20:00    | Armando Reyna    | 1          | -         |
| Total de goles: 15 (2.5 por partido) Total de Tarjetas Amarillas/Rojas: 24/2 |           |                  |                     |            |          |                  |            |           |

| Fecha 11                                                                    | Fecha 11  | Fecha 11         | Fecha 11         | Fecha 11   | Fecha 11 | Fecha 11      | Fecha 11   | Fecha 11  |
| Local                                                                       | Resultado | Visitante        | Estadio          | Fecha      | Hora     | Árbitro       | Amonestado | Expulsado |
| --------------------------------------------------------------------------- | --------- | ---------------- | ---------------- | ---------- | -------- | ------------- | ---------- | --------- |
| Iztapa                                                                      | 1 - 1     | Santa Lucía      | El Morón         | 5 de marzo | 12:00    | Bryan López   | 6          | -         |
| Municipal                                                                   | 0 - 1     | 'Achuapa'        | El Trébol        | 5 de marzo | 15:00    | Julio Luna    | 3          | -         |
| Cobán Imperial                                                              | 0 - 0     | Guastatoya       | Verapaz          | 5 de marzo | 18:00    | Walter López  | 4          | -         |
| Malacateco                                                                  | 2 - 1     | Antigua GFC      | Santa Lucía      | 6 de marzo | 12:00    | Luis Escobar  | 2          | 1         |
| 'Nueva Concepción'                                                          | 1 - 0     | Sololá           | José Luis Ibarra | 6 de marzo | 15:00    | Armando Reyna | 4          | -         |
| Xelajú MC                                                                   | 0 - 2     | 'Comunicaciones' | Mario Camposeco  | 6 de abril | 20:00    | Luis Escobar  | 6          | -         |
| Total de goles: 9 (1.5 por partido) Total de Tarjetas Amarillas/Rojas: 25/1 |           |                  |                  |            |          |               |            |           |

| Fecha 12                                                                      | Fecha 12  | Fecha 12         | Fecha 12         | Fecha 12    | Fecha 12 | Fecha 12           | Fecha 12   | Fecha 12  |
| Local                                                                         | Resultado | Visitante        | Estadio          | Fecha       | Hora     | Árbitro            | Amonestado | Expulsado |
| ----------------------------------------------------------------------------- | --------- | ---------------- | ---------------- | ----------- | -------- | ------------------ | ---------- | --------- |
| Nueva Concepción                                                              | 0 - 1     | 'Comunicaciones' | José Luis Ibarra | 12 de marzo | 15:00    | Julio Luna         | 4          | -         |
| 'Municipal'                                                                   | 2 - 1     | Santa Lucía      | El Trébol        | 12 de marzo | 15:00    | Omar Galindo       | 7          | 1         |
| Cobán Imperial                                                                | 2 - 1     | Sololá           | Verapaz          | 12 de marzo | 15:30    | Bryan López        | 4          | 1         |
| Xelajú MC                                                                     | 1 - 2     | Malacateco       | Mario Camposeco  | 12 de marzo | 20:00    | Kevin Cacao        | 5          | -         |
| 'Achuapa'                                                                     | 3 - 0     | Antigua GFC      | Manuel Ariza     | 13 de marzo | 12:00    | Armando Reyna      | 6          | -         |
| 'Iztapa'                                                                      | 4 - 0     | Guastatoya       | El Morón         | 13 de marzo | 12:00    | Mario Escobar Toca | 6          | -         |
| Total de goles: 17 (2.83 por partido) Total de Tarjetas Amarillas/Rojas: 32/2 |           |                  |                  |             |          |                    |            |           |

| Fecha 13                                                                      | Fecha 13  | Fecha 13         | Fecha 13            | Fecha 13    | Fecha 13 | Fecha 13           | Fecha 13   | Fecha 13  |
| Local                                                                         | Resultado | Visitante        | Estadio             | Fecha       | Hora     | Árbitro            | Amonestado | Expulsado |
| ----------------------------------------------------------------------------- | --------- | ---------------- | ------------------- | ----------- | -------- | ------------------ | ---------- | --------- |
| Antigua GFC                                                                   | 6 - 0     | Xelajú MC        | Pensativo           | 19 de marzo | 18:00    | Bryan López        | 5          | -         |
| Malacateco                                                                    | 1 - 0     | Nueva Concepción | Santa Lucía         | 19 de marzo | 19:00    | Mario Escobar Toca | 1          | -         |
| 'Sololá'                                                                      | 4 - 1     | Iztapa           | Xambá               | 20 de marzo | 11:00    | Julio Luna         | 5          | -         |
| 'Santa Lucía'                                                                 | 2 - 0     | Achuapa          | Cotzumalguapa       | 20 de marzo | 11:00    | Kevin Cacao        | 5          | -         |
| Guastatoya                                                                    | 1 - 2     | 'Municipal'      | David Cordón Hichos | 20 de marzo | 15:00    | Armando Reyna      | 5          | -         |
| Comunicaciones                                                                | 1 - 4     | Cobán Imperial   | Nacional            | 20 de marzo | 19:00    | Omar Galindo       | 5          | 1         |
| Total de goles: 22 (3.67 por partido) Total de Tarjetas Amarillas/Rojas: 26/1 |           |                  |                     |             |          |                    |            |           |

| Fecha 14                                                                      | Fecha 14  | Fecha 14       | Fecha 14         | Fecha 14    | Fecha 14 | Fecha 14           | Fecha 14   | Fecha 14  |
| Local                                                                         | Resultado | Visitante      | Estadio          | Fecha       | Hora     | Árbitro            | Amonestado | Expulsado |
| ----------------------------------------------------------------------------- | --------- | -------------- | ---------------- | ----------- | -------- | ------------------ | ---------- | --------- |
| Cobán Imperial                                                                | 1 - 1     | Malacateco     | Verapaz          | 26 de marzo | 15:30    | Armando Reyna      | 3          | -         |
| 'Achuapa'                                                                     | 1 - 0     | Guastatoya     | Manuel Ariza     | 27 de marzo | 12:00    | Bryan López        | 4          | -         |
| 'Nueva Concepción'                                                            | 1 - 0     | Xelajú MC      | José Luis Ibarra | 27 de marzo | 15:00    | Omar Galindo       | 2          | 1         |
| 'Municipal'                                                                   | 4 - 0     | Sololá         | El Trébol        | 6 de abril  | 12:30    | Walter López       | 6          | 1         |
| Antigua GFC                                                                   | 1 - 3     | 'Santa Lucía'  | Pensativo        | 6 de abril  | 18:00    | Mario Escobar Toca | 3          | -         |
| 'Iztapa'                                                                      | 2 - 0     | Comunicaciones | El Morón         | 13 de abril | 13:00    |                    | 4          | -         |
| Total de goles: 14 (2.33 por partido) Total de Tarjetas Amarillas/Rojas: 22/2 |           |                |                  |             |          |                    |            |           |

| Fecha 15                                                                      | Fecha 15  | Fecha 15       | Fecha 15            | Fecha 15   | Fecha 15 | Fecha 15           | Fecha 15   | Fecha 15  |
| Local                                                                         | Resultado | Visitante      | Estadio             | Fecha      | Hora     | Árbitro            | Amonestado | Expulsado |
| ----------------------------------------------------------------------------- | --------- | -------------- | ------------------- | ---------- | -------- | ------------------ | ---------- | --------- |
| Nueva Concepción                                                              | 0 - 3     | Antigua GFC    | José Luis Ibarra    | 2 de abril | 12:00    | Armando Reyna      | 8          | 1         |
| Malacateco                                                                    | 4 - 0     | Iztapa         | Santa Lucía         | 2 de abril | 19:00    | Walter López       | 6          | -         |
| Xelajú MC                                                                     | 2 - 2     | Cobán Imperial | Mario Camposeco     | 2 de abril | 20:00    | Mario Noriega      | 6          | -         |
| Sololá                                                                        | 1 - 1     | Achuapa        | Xambá               | 3 de abril | 11:00    | Mario Escobar Toca | 7          | 1         |
| 'Guastatoya'                                                                  | 2 - 0     | Santa Lucía    | David Cordón Hichos | 3 de abril | 15:00    | Julio Luna         | 6          | -         |
| 'Comunicaciones'                                                              | 2 - 0     | Municipal      | Nacional            | 3 de abril | 17:00    | Bryan López        | 6          | -         |
| Total de goles: 17 (2.83 por partido) Total de Tarjetas Amarillas/Rojas: 39/2 |           |                |                     |            |          |                    |            |           |

| Fecha 16                                                                     | Fecha 16  | Fecha 16         | Fecha 16      | Fecha 16    | Fecha 16 | Fecha 16           | Fecha 16   | Fecha 16  |
| Local                                                                        | Resultado | Visitante        | Estadio       | Fecha       | Hora     | Árbitro            | Amonestado | Expulsado |
| ---------------------------------------------------------------------------- | --------- | ---------------- | ------------- | ----------- | -------- | ------------------ | ---------- | --------- |
| 'Municipal'                                                                  | 2 - 0     | Malacateco       | El Trébol     | 9 de abril  | 15:00    | Mario Escobar Toca | 9          | 1         |
| Cobán Imperial                                                               | 5 - 1     | Nueva Concepción | Verapaz       | 9 de abril  | 15:00    | Walter López       | 6          | -         |
| Antigua GFC                                                                  | 0 - 0     | Guastatoya       | Pensativo     | 9 de abril  | 18:00    | Ignacio Fuentes    | 6          | -         |
| 'Santa Lucía'                                                                | 6 - 0     | Sololá           | Cotzumalguapa | 10 de abril | 11:00    | Bryan López        | 2          | -         |
| 'Achuapa'                                                                    | 1 - 0     | Comunicaciones   | Manuel Ariza  | 10 de abril | 11:00    | Armando Reyna      | 4          | -         |
| Iztapa                                                                       | 0 - 0     | Xelajú MC        | El Morón      | 10 de abril | 12:00    | Kevin Cacao        | 11         | 1         |
| Total de goles: 15 (2.5 por partido) Total de Tarjetas Amarillas/Rojas: 38/2 |           |                  |               |             |          |                    |            |           |

| Fecha 17                                                                   | Fecha 17  | Fecha 17    | Fecha 17         | Fecha 17    | Fecha 17 | Fecha 17           | Fecha 17   | Fecha 17  |
| Local                                                                      | Resultado | Visitante   | Estadio          | Fecha       | Hora     | Árbitro            | Amonestado | Expulsado |
| -------------------------------------------------------------------------- | --------- | ----------- | ---------------- | ----------- | -------- | ------------------ | ---------- | --------- |
| Cobán Imperial                                                             | 0 - 0     | Antigua GFC | Verapaz          | 16 de abril | 15:00    | Cristhofer Corado  | 9          | -         |
| Xelajú MC                                                                  | 0 - 1     | 'Municipal' | Mario Camposeco  | 16 de abril | 20:00    | Walter López       | 8          | -         |
| Sololá                                                                     | 2 - 2     | Guastatoya  | Xambá            | 17 de abril | 11:00    | Armando Reyna      | 3          | -         |
| Malacateco                                                                 | 0 - 0     | Achuapa     | Santa Lucía      | 17 de abril | 12:00    | Bryan López        | 2          | -         |
| Nueva Concepción                                                           | 1 - 5     | 'Iztapa'    | José Luis Ibarra | 17 de abril | 15:00    | Mario Escobar Toca | 3          | -         |
| 'Comunicaciones'                                                           | 1 - 0     | Santa Lucía | Nacional         | 17 de abril | 17:00    | Kevin Cacao        | 5          | -         |
| Total de goles: 12 (2 por partido) Total de Tarjetas Amarillas/Rojas: 30/0 |           |             |                  |             |          |                    |            |           |

| Fecha 18                                                                      | Fecha 18  | Fecha 18         | Fecha 18            | Fecha 18    | Fecha 18 | Fecha 18           | Fecha 18   | Fecha 18  |
| Local                                                                         | Resultado | Visitante        | Estadio             | Fecha       | Hora     | Árbitro            | Amonestado | Expulsado |
| ----------------------------------------------------------------------------- | --------- | ---------------- | ------------------- | ----------- | -------- | ------------------ | ---------- | --------- |
| 'Iztapa'                                                                      | 3 - 0     | Cobán Imperial   | El Morón            | 20 de abril | 11:00    | Wildomar Ramírez   | 7          | -         |
| Santa Lucía                                                                   | 1 - 1     | Malacateco       | Cotzumalguapa       | 20 de abril | 11:15    | Walter López       | 4          | -         |
| 'Municipal'                                                                   | 2 - 0     | Nueva Concepción | El Trébol           | 20 de abril | 12:30    | Cristhofer Corado  | 2          | -         |
| 'Achuapa'                                                                     | 2 - 1     | Xelajú MC        | Manuel Ariza        | 20 de abril | 15:00    | Luis Escobar       | 5          | -         |
| Guastatoya                                                                    | 0 - 1     | 'Comunicaciones' | David Cordón Hichos | 20 de abril | 15:00    | Bryan López        | 3          | -         |
| Antigua GFC                                                                   | 5 - 0     | Sololá           | Pensativo           | 20 de abril | 18:00    | Mario Escobar Toca | 1          | -         |
| Total de goles: 16 (2.67 por partido) Total de Tarjetas Amarillas/Rojas: 22/0 |           |                  |                     |             |          |                    |            |           |

| Fecha 19                                                                      | Fecha 19  | Fecha 19    | Fecha 19         | Fecha 19    | Fecha 19 | Fecha 19           | Fecha 19   | Fecha 19  |
| Local                                                                         | Resultado | Visitante   | Estadio          | Fecha       | Hora     | Árbitro            | Amonestado | Expulsado |
| ----------------------------------------------------------------------------- | --------- | ----------- | ---------------- | ----------- | -------- | ------------------ | ---------- | --------- |
| Cobán Imperial                                                                | 1 - 1     | Municipal   | Verapaz          | 13 de abril | 15:00    | Armando Reyna      | 8          | -         |
| Malacateco                                                                    | 0 - 0     | Guastatoya  | Santa Lucía      | 23 de abril | 19:00    | Mario Escobar Toca | 3          | -         |
| Xelajú MC                                                                     | 2 - 0     | Santa Lucía | Mario Camposeco  | 23 de abril | 20:00    | Astrid Gramajo     | 6          | -         |
| Iztapa                                                                        | 0 - 0     | Antigua GFC | El Morón         | 24 de abril | 12:00    | Bryan López        | 3          | -         |
| Nueva Concepción                                                              | 1 - 1     | Achuapa     | José Luis Ibarra | 24 de abril | 15:00    | Julio Luna         | 4          | -         |
| Comunicaciones                                                                | 2 - 2     | Sololá      | Nacional         | 24 de abril | 17:00    | Walter López       | 4          | -         |
| Total de goles: 10 (1.67 por partido) Total de Tarjetas Amarillas/Rojas: 28/0 |           |             |                  |             |          |                    |            |           |

| Fecha 20                                                                                                 | Fecha 20  | Fecha 20         | Fecha 20            | Fecha 20    | Fecha 20 | Fecha 20           | Fecha 20   | Fecha 20  |
| Local | Resultado | Visitante        | Estadio             | Fecha       | Hora     | Árbitro            | Amonestado | Expulsado |
| --- | --------- | ---------------- | ------------------- | ----------- | -------- | ------------------ | ---------- | --------- |
| 'Santa Lucía'                                                                                            | 8 - 1     | Nueva Concepción | Cotzumalguapa       | 30 de abril | 12:30    | Mario Escobar Toca | 1          | -         |
| 'Municipal'                                                                                              | 3 - 1     | Iztapa           | El Trébol           | 30 de abril | 15:00    | Armando Reyna      | 1          | -         |
| 'Guastatoya'                                                                                             | 2 - 0     | Xelajú MC        | David Cordón Hichos | 30 de abril | 15:00    | Wildomar Ramírez   | 5          | 1         |
| Antigua GFC                                                                                              | 1 - 3     | 'Comunicaciones' | Pensativo           | 30 de abril | 18:00    | Astrid Gramajo     | 8          | 1         |
| 'Sololá'                                                                                                 | 4 - 3     | Malacateco       | Xambá               | 1 de mayo   | 11:00    | Byan López         | 7          | -         |
| 'Achuapa'                                                                                                | 3 - 0     | Cobán Imperial   | Manuel Ariza        | 1 de mayo   | 12:00    | Walter López       | 5          | -         |
| Total de goles: 29 (4.83 por partido) Empate de récord histórico Total de Tarjetas Amarillas/Rojas: 27/2 |           |                  |                     |             |          |                    |            |           |

| Fecha 21                                                                      | Fecha 21  | Fecha 21       | Fecha 21         | Fecha 21  | Fecha 21 | Fecha 21 | Fecha 21   | Fecha 21  |
| Local                                                                         | Resultado | Visitante      | Estadio          | Fecha     | Hora     | Árbitro  | Amonestado | Expulsado |
| ----------------------------------------------------------------------------- | --------- | -------------- | ---------------- | --------- | -------- | -------- | ---------- | --------- |
| 'Iztapa'                                                                      | 3 - 2     | Achuapa        | El Morón         | 4 de mayo | 11:00    |          | 2          | -         |
| Nueva Concepción                                                              | 2 - 3     | 'Guastatoya'   | José Luis Ibarra | 4 de mayo | 12:00    |          | 6          | 1         |
| Malacateco                                                                    | 1 - 1     | Comunicaciones | Santa Lucía      | 4 de mayo | 12:00    |          | 4          | -         |
| Municipal                                                                     | 0 - 1     | Antigua GFC    | El Trébol        | 4 de mayo | 12:30    |          | 9          | -         |
| Cobán Imperial                                                                | 1 - 0     | Santa Lucía    | Verapaz          | 4 de mayo | 15:00    |          | 6          | -         |
| Xelajú MC                                                                     | 2 - 1     | Sololá         | Mario Camposeco  | 4 de mayo | 20:00    |          | 4          | -         |
| Total de goles: 17 (2.83 por partido) Total de Tarjetas Amarillas/Rojas: 31/1 |           |                |                  |           |          |          |            |           |

| Fecha 22                                                                      | Fecha 22  | Fecha 22           | Fecha 22            | Fecha 22  | Fecha 22 | Fecha 22           | Fecha 22   | Fecha 22  |
| Local                                                                         | Resultado | Visitante          | Estadio             | Fecha     | Hora     | Árbitro            | Amonestado | Expulsado |
| ----------------------------------------------------------------------------- | --------- | ------------------ | ------------------- | --------- | -------- | ------------------ | ---------- | --------- |
| Santa Lucía                                                                   | 0 - 0     | Iztapa             | Cotzumalguapa       | 8 de mayo | 11:00    | Julio Luna         | -          | -         |
| Achuapa                                                                       | 0 - 0     | Municipal          | Manuel Ariza        | 8 de mayo | 11:00    | Bryan López        | 5          | -         |
| 'Guastatoya'                                                                  | 4 - 0     | Cobán Imperial     | David Cordón Hichos | 8 de mayo | 11:00    | Ignacio Fuentes    | 4          | -         |
| 'Comunicaciones'                                                              | 2 - 0     | Xelajú MC          | Nacional            | 8 de mayo | 11:00    | Mario Noriega      | 3          | -         |
| Antigua GFC                                                                   | 1 - 1     | Malacateco         | Pensativo           | 8 de mayo | 11:00    | Mario Escobar Toca | 2          | -         |
| Sololá                                                                        | 0 - 3*    | 'Nueva Concepción' | Xambá               | 8 de mayo | 11:00    | Astrid Gramajo     | 3          | -         |
| Total de goles: 11 (1.83 por partido) Total de Tarjetas Amarillas/Rojas: 17/0 |           |                    |                     |           |          |                    |            |           |

## Fase final

### Cuadro de desarrollo
|  | Cuartos de final                                  | Cuartos de final                                  | Cuartos de final                                  | Cuartos de final                                  | Cuartos de final                                  |   |   | Semifinales                                   | Semifinales                                   | Semifinales                                   | Semifinales                                   | Semifinales                                   |  |                | Final                                | Final                                | Final                                | Final                                | Final                                |  |
|  | 11 y 12 de mayo(ida) 14 y 15 de diciembre(vuelta) | 11 y 12 de mayo(ida) 14 y 15 de diciembre(vuelta) | 11 y 12 de mayo(ida) 14 y 15 de diciembre(vuelta) | 11 y 12 de mayo(ida) 14 y 15 de diciembre(vuelta) | 11 y 12 de mayo(ida) 14 y 15 de diciembre(vuelta) |   |   | 18 y 19 de mayo (ida) 21 y 22 de mayo(vuelta) | 18 y 19 de mayo (ida) 21 y 22 de mayo(vuelta) | 18 y 19 de mayo (ida) 21 y 22 de mayo(vuelta) | 18 y 19 de mayo (ida) 21 y 22 de mayo(vuelta) | 18 y 19 de mayo (ida) 21 y 22 de mayo(vuelta) |  |                | 26 de mayo (ida) 29 de mayo (vuelta) | 26 de mayo (ida) 29 de mayo (vuelta) | 26 de mayo (ida) 29 de mayo (vuelta) | 26 de mayo (ida) 29 de mayo (vuelta) | 26 de mayo (ida) 29 de mayo (vuelta) |  |
|  |                                                   |                                                   |                                                   |                                                   |                                                   |   |   |                                               |                                               |                                               |                                               |                                               |  |                |                                      |                                      |                                      |                                      |                                      |  |
|  |                                                   |                                                   |                                                   |                                                   |                                                   |   |   |                                               |                                               |                                               |                                               |                                               |  |                |                                      |                                      |                                      |                                      |                                      |  |
|  | 1                                                 | Comunicaciones                                    | 3                                                 | 0                                                 | 3                                                 |   |   |                                               |                                               |                                               |                                               |                                               |  |                |                                      |                                      |                                      |                                      |                                      |  |
|  | 1                                                 | Comunicaciones                                    | 3                                                 | 0                                                 | 3                                                 |   |   |                                               |                                               |                                               |                                               |                                               |  |                |                                      |                                      |                                      |                                      |                                      |  |
|  | 8                                                 | Santa Lucía                                       | 0                                                 | 0                                                 | 0                                                 |   |   |                                               |                                               |                                               |                                               |                                               |  |                |                                      |                                      |                                      |                                      |                                      |  |
|  | 8                                                 | Santa Lucía                                       | 0                                                 | 0                                                 | 0                                                 |   | 1 | Comunicaciones                                | 1                                             | 0                                             | 1*                                            |                                               |  |                |                                      |                                      |                                      |                                      |                                      |  |
|  |                                                   |                                                   |                                                   |                                                   |                                                   |   | 1 | Comunicaciones                                | 1                                             | 0                                             | 1*                                            |                                               |  |                |                                      |                                      |                                      |                                      |                                      |  |
|  |                                                   |                                                   | 4                                                 | Malacateco                                        | 1                                                 | 0 | 1 |                                               |                                               |                                               |                                               |                                               |  |                |                                      |                                      |                                      |                                      |                                      |  |
|  | 4                                                 | Malacateco                                        | 4                                                 | Malacateco                                        | 1                                                 | 0 | 1 | 0                                             | 0                                             | 0*                                            |                                               |                                               |  |                |                                      |                                      |                                      |                                      |                                      |  |
|  | 4                                                 | Malacateco                                        |                                                   |                                                   |                                                   |   |   |                                               |                                               | 0*                                            |                                               |                                               |  |                |                                      |                                      |                                      |                                      |                                      |  |
|  | 5                                                 | Cobán Imperial                                    | 0                                                 | 0                                                 | 0                                                 |   |   |                                               |                                               |                                               |                                               |                                               |  |                |                                      |                                      |                                      |                                      |                                      |  |
|  | 5                                                 | Cobán Imperial                                    | 0                                                 | 0                                                 | 0                                                 |   |   |                                               |                                               |                                               |                                               |                                               |  | Comunicaciones | Comunicaciones                       | 1                                    | 1                                    | 2                                    |                                      |  |
|  |                                                   |                                                   |                                                   |                                                   |                                                   |   |   |                                               |                                               |                                               |                                               |                                               |  | Comunicaciones | Comunicaciones                       | 1                                    | 1                                    | 2                                    |                                      |  |
|  |                                                   |                                                   | Municipal                                         | Municipal                                         | 0                                                 | 0 | 0 |                                               |                                               |                                               |                                               |                                               |  |                |                                      |                                      |                                      |                                      |                                      |  |
|  | 2                                                 | Municipal                                         | Municipal                                         | Municipal                                         | 0                                                 | 0 | 0 | 1                                             | 2                                             | 3                                             |                                               |                                               |  |                |                                      |                                      |                                      |                                      |                                      |  |
|  | 2                                                 | Municipal                                         |                                                   |                                                   |                                                   |   |   |                                               |                                               | 3                                             |                                               |                                               |  |                |                                      |                                      |                                      |                                      |                                      |  |
|  | 7                                                 | Achuapa                                           | 0                                                 | 0                                                 | 0                                                 |   |   |                                               |                                               |                                               |                                               |                                               |  |                |                                      |                                      |                                      |                                      |                                      |  |
|  | 7                                                 | Achuapa                                           | 0                                                 | 0                                                 | 0                                                 |   | 2 | Municipal                                     | 1                                             | 1                                             | 2*                                            |                                               |  |                |                                      |                                      |                                      |                                      |                                      |  |
|  |                                                   |                                                   |                                                   |                                                   |                                                   |   | 2 | Municipal                                     | 1                                             | 1                                             | 2*                                            |                                               |  |                |                                      |                                      |                                      |                                      |                                      |  |
|  |                                                   |                                                   | 3                                                 | Guastatoya                                        | 1                                                 | 1 | 2 |                                               |                                               |                                               |                                               |                                               |  |                |                                      |                                      |                                      |                                      |                                      |  |
|  | 3                                                 | Guastatoya                                        | 3                                                 | Guastatoya                                        | 1                                                 | 1 | 2 | 0                                             | 2                                             | 2                                             |                                               |                                               |  |                |                                      |                                      |                                      |                                      |                                      |  |
|  | 3                                                 | Guastatoya                                        |                                                   |                                                   |                                                   |   |   |                                               |                                               | 2                                             |                                               |                                               |  |                |                                      |                                      |                                      |                                      |                                      |  |
|  | 6                                                 | Antigua GFC                                       | 1                                                 | 0                                                 | 1                                                 |   |   |                                               |                                               |                                               |                                               |                                               |  |                |                                      |                                      |                                      |                                      |                                      |  |
|  | 6                                                 | Antigua GFC                                       | 1                                                 | 0                                                 | 1                                                 |   |   |                                               |                                               |                                               |                                               |                                               |  |                |                                      |                                      |                                      |                                      |                                      |  |
|  |                                                   |                                                   |                                                   |                                                   |                                                   |   |   |                                               |                                               |                                               |                                               |                                               |  |                |                                      |                                      |                                      |                                      |                                      |  |

(*) Avanza por mejor posición en la Tabla General.

### Cuartos de final

#### Comunicaciones - Santa Lucía Cotzumalguapa
| 11 de mayo de 2022, 11:00 | Santa Lucía Cotzumalguapa | 0:3 (0:1) | Comunicaciones                             | Estadio Municipal Cotzumalguapa, Santa Lucía Cotzumalguapa    |                                                               |
|                           |                           | Reporte   | 56' 69' Andrés Lezcano · 91' Lynner García | Asistencia: 1 700 espectadores Árbitro(s): Mario Escobar Toca | Asistencia: 1 700 espectadores Árbitro(s): Mario Escobar Toca |

| Trecevisión, 14 de mayo de 2022, 18:00 | Comunicaciones | 0:0 (0:0) | Santa Lucía Cotzumalguapa | Estadio Nacional, Ciudad de Guatemala                  |                                                        |
|                                        |                | Reporte   |                           | Asistencia: 2 300 espectadores Árbitro(s): Kevin Cacao | Asistencia: 2 300 espectadores Árbitro(s): Kevin Cacao |

Comunicaciones clasifica a semifinales con un global de 3-0.

#### Municipal - Achuapa
| 11 de mayo de 2022, 15:00 | Achuapa | 0:1 (0:1) | Municipal                  | Estadio Manuel Ariza, El Progreso                        |                                                          |
|                           |         | Reporte   | 18' Eduardo Matías Rotondi | Asistencia: 960 espectadores Árbitro(s): Ignacio Fuentes | Asistencia: 960 espectadores Árbitro(s): Ignacio Fuentes |

| 14 de mayo de 2022, 15:00 | Municipal                                    | 2:0 (0:0) | Achuapa | El Trébol, Ciudad de Guatemala                           |                                                          |
|                           | Pedro Altán 68' · Eduardo Matías Rotondi 88' | Reporte   |         | Asistencia: 1 100 espectadores Árbitro(s): Armando Reyna | Asistencia: 1 100 espectadores Árbitro(s): Armando Reyna |

Municipal clasifica a semifinales con un global de 3-0.

#### Guastatoya - Antigua GFC
| 12 de mayo de 2021, 19:00 | Antigua GFC       | 1:0 (1:0) | Guastatoya | Estadio Pensativo, Antigua Guatemala                   |                                                        |
|                           | Pablo Aguilar 31' | Reporte   |            | Asistencia: 1 125 espectadores Árbitro(s): Bryan López | Asistencia: 1 125 espectadores Árbitro(s): Bryan López |

| 15 de mayo de 2022, 10:45 | Guastatoya                                 | 2:0 (1:0) | Antigua GFC | Estadio David Cordón Hichos, Guastatoya             |                                                     |
|                           | Luis Ángel Landí 3' · Nicolás Martínez 88' | Reporte   |             | Asistencia: 750 espectadores Árbitro(s): Julio Luna | Asistencia: 750 espectadores Árbitro(s): Julio Luna |

Guastatoya clasifica a semifinales con un global de 2-1.

#### Malacateco - Cobán Imperial
| 12 de mayo de 2022, 15:00 | Cobán Imperial | 0:0 (0:0) | Malacateco | Estadio Verapaz, Cobán                                    |                                                           |
|                           |                | Reporte   |            | Asistencia: 2 300 espectadores Árbitro(s): Astrid Gramajo | Asistencia: 2 300 espectadores Árbitro(s): Astrid Gramajo |

| 15 de mayo de 2022, 13:00 | Malacateco | 0:0 (0:0) | Cobán Imperial | Estadio Santa Lucía, Malacatán                          |                                                         |
|                           |            | Reporte   |                | Asistencia: 3 300 espectadores Árbitro(s): Walter López | Asistencia: 3 300 espectadores Árbitro(s): Walter López |

Malacateco clasifica a semifinales con un global de 0-0 por mejor posición en la tabla de clasificación (4.°).

### Semifinales

#### Comunicaciones - Malacateco
| 18 de mayo de 2022, 12:00 | Malacateco      | 1:1 (0:0) | Comunicaciones       | Estadio Santa Lucía, Malacateco                       |                                                       |
|                           | Diego Ávila 53' | Reporte   | 80' Rubilio Castillo | Asistencia: 5 650 espectadores Árbitro(s): Julio Luna | Asistencia: 5 650 espectadores Árbitro(s): Julio Luna |

| Trecevisión 21 de mayo de 2022, 18:00 | Comunicaciones | 0:0 (0:0) | Malacateco | Estadio Nacional, Ciudad de Guatemala                  |                                                        |
|                                       |                | Reporte   |            | Asistencia: 4 325 espectadores Árbitro(s): Bryan López | Asistencia: 4 325 espectadores Árbitro(s): Bryan López |

Comunicaciones clasifica a las finales con un global de 1-1 por mayor cantidad de goles anotados de visita.

#### Municipal - Guastatoya
| 19 de mayo de 2022, 11:00 | Guastatoya       | 1:1 (0:0) | Municipal                    | Estadio David Cordón Hichos, Guastatoya                  |                                                          |
|                           | Jorge Vargas 54' | Reporte   | 90+2' Eduardo Matías Rotondi | Asistencia: 1 235 espectadores Árbitro(s): Armando Reyna | Asistencia: 1 235 espectadores Árbitro(s): Armando Reyna |

| 22 de mayo de 2022, 15:00 | Municipal           | 1:1 (0:1) | Guastatoya                    | El Trébol, Ciudad de Guatemala                                |                                                               |
|                           | Rudy Barrientos 77' | Reporte   | 24' Alejandro Matías Galvaliz | Asistencia: 6 170 espectadores Árbitro(s): Mario Escobar Toca | Asistencia: 6 170 espectadores Árbitro(s): Mario Escobar Toca |

Municipal clasifica a las finales con un global de 2-2 por mejor posición en la tabla de clasificación (2.°).

### Finales
| 26 de mayo de 2022, 15:00 | Municipal | 0:1 (0:0) | Comunicaciones    | El Trébol, Ciudad de Guatemala                                |                                                               |
|                           |           | Reporte   | 70' Juan Anangonó | Asistencia: 6 170 espectadores Árbitro(s): Mario Escobar Toca | Asistencia: 6 170 espectadores Árbitro(s): Mario Escobar Toca |

| 29 de mayo de 2022, 18:00 | Comunicaciones  | 1:0 (1:0) | Municipal | Estadio Doroteo Flores, Ciudad de Guatemala |                                             |
|                           | Oscar Santis 9' |           |           | Asistencia: 12,556 espectadores Árbitro(s): | Asistencia: 12,556 espectadores Árbitro(s): |

### Campeón
|                                                |
| Campeón Comunicaciones                         |
| 31° título Clasificado a la Liga Concacaf 2022 |

## Resumen de temporada

### Tabla acumulada
Define descensos y el orden de los campeones y subcampeones rumbo a competencias internacionales.
| Pos. | Equipo                    | Pts. | PJ | G  | E  | P  | GF | GC | Dif. |                          |
| ---- | ------------------------- | ---- | -- | -- | -- | -- | -- | -- | ---- | ------------------------ |
| 1    | Comunicaciones (CC)       | 85   | 44 | 25 | 10 | 9  | 76 | 43 | +33  | Liga Concacaf 2022       |
| 2    | Antigua GFC               | 79   | 44 | 23 | 10 | 11 | 69 | 35 | +34  |                          |
| 3    | Municipal (SC)            | 79   | 44 | 23 | 10 | 11 | 64 | 33 | +31  | Liga Concacaf 2022       |
| 4    | Malacateco (CA)           | 71   | 44 | 19 | 14 | 11 | 65 | 45 | +20  | Liga Concacaf 2022       |
| 5    | Santa Lucía Cotzumalguapa | 64   | 44 | 16 | 16 | 12 | 64 | 52 | +12  |                          |
| 6    | Guastatoya                | 60   | 44 | 15 | 15 | 14 | 50 | 41 | +9   |                          |
| 7    | Iztapa                    | 56   | 44 | 15 | 11 | 18 | 60 | 67 | −7   |                          |
| 8    | Cobán Imperial            | 54   | 44 | 14 | 12 | 18 | 51 | 56 | −5   |                          |
| 9    | Xelajú MC                 | 53   | 44 | 14 | 11 | 19 | 35 | 54 | −19  |                          |
| 10   | Achuapa                   | 49   | 44 | 12 | 13 | 19 | 34 | 42 | −8   |                          |
| 11   | Sololá                    | 40   | 44 | 9  | 13 | 22 | 40 | 78 | −38  | Primera División 2022-23 |
| 12   | Nueva Concepción          | 31   | 44 | 8  | 7  | 29 | 33 | 93 | −60  | Primera División 2022-23 |

Actualizado a los partidos jugados el 22 de mayo de 2022.
 Fuente: Página oficial
Criterios de clasificación: Puntos · Diferencia de goles · Goles a favor · Enfrentamiento directo

#### Evolución de la clasificación
| Fechas         | 23 | 24 | 25 | 26 | 27 | 28 | 29 | 30 | 31 | 32 | 33 | 34 | 35 | 36  | 37  | 38 | 39 | 40 | 41 | 42 | 43 | 44 |
| -------------- | -- | -- | -- | -- | -- | -- | -- | -- | -- | -- | -- | -- | -- | --- | --- | -- | -- | -- | -- | -- | -- | -- |
| Comunicaciones | 2  | 2  | 2  | 3  | 2  | 2  | 2  | 2  | 2  | 2  | 2* | 1* | 2* | 2** | 2** | 1* | 1  | 1  | 1  | 1  | 1  | 1  |
| Antigua GFC    | 1  | 1  | 1  | 1  | 1  | 1  | 1  | 1  | 1  | 1  | 1  | 2  | 1  | 1*  | 1*  | 2  | 3  | 3  | 2  | 3  | 2  | 2  |
| Municipal      | 3  | 3  | 3  | 2  | 3  | 3  | 3  | 3  | 3  | 3  | 3  | 3  | 3  | 4*  | 4*  | 3  | 2+ | 2+ | 3  | 2  | 3  | 3  |
| Malacateco     | 4  | 4  | 4  | 4  | 4  | 4  | 4  | 4  | 4  | 4  | 4  | 4  | 4  | 3   | 3   | 4  | 4  | 4  | 4  | 4  | 4  | 4  |
| Santa Lucía    | 5  | 5  | 5  | 5  | 5  | 5  | 5  | 5  | 5  | 5  | 5  | 5  | 5  | 5*  | 5*  | 5  | 5  | 5  | 5  | 5  | 5  | 5  |
| Guastatoya     | 8  | 8  | 7  | 7  | 7  | 7  | 7  | 7  | 7  | 7  | 7  | 6  | 6  | 6   | 6   | 7  | 7  | 8  | 7  | 6  | 6  | 6  |
| Iztapa         | 7  | 7  | 8  | 8  | 9  | 9  | 9  | 9  | 9  | 9  | 9  | 9  | 9  | 9*  | 9*  | 9* | 8  | 7  | 6  | 7  | 7  | 7  |
| Cobán Imperial | 10 | 10 | 10 | 10 | 8  | 8  | 8  | 8  | 8  | 8  | 8  | 8  | 8  | 7   | 7   | 6  | 6+ | 6+ | 8  | 8  | 8  | 8  |
| Xelajú MC      | 6  | 6  | 6  | 6  | 6  | 6  | 6  | 6  | 6  | 6  | 6* | 7* | 7* | 8   | 8   | 8  | 9  | 9  | 9  | 9  | 9  | 9  |
| Achuapa        | 11 | 12 | 12 | 11 | 11 | 11 | 11 | 11 | 11 | 11 | 11 | 10 | 11 | 10  | 10  | 10 | 10 | 10 | 10 | 10 | 10 | 10 |
| Sololá         | 9  | 9  | 9  | 9  | 10 | 10 | 10 | 10 | 10 | 10 | 10 | 11 | 10 | 11* | 11* | 11 | 11 | 11 | 11 | 11 | 11 | 11 |
| N. Concepción  | 12 | 11 | 11 | 12 | 12 | 12 | 12 | 12 | 12 | 12 | 12 | 12 | 12 | 12  | 12  | 12 | 12 | 12 | 12 | 12 | 12 | 12 |

### Descendidos
|                           |                           |
| 'Nueva Concepción'        | 'Sololá'                  |
| Descendido el: 20/04/2022 | Descendido el: 01/05/2022 |

### Clasificados a laLiga Concacaf 2022
|                           |                            |                            |
| Deportivo Malacateco      | 'Comunicaciones'           | 'Municipal'                |
| Campeón - Torneo Apertura | Campeón - Torneo Clausura  | Mejor Subcampeón           |
| Guatemala 2               | Guatemala 1                | Guatemala 3                |
| Clasificado el 02/01/2022 | Clasificado el: 04/05/2022 | Clasificado el: 22/05/2022 |